# ساموویلا (روستا)
ساموویلا (به بلغاری: Samovila) یک منطقهٔ مسکونی در بلغارستان است که در شهرستان کروموفگراد واقع شده‌است.